# Franz-Josef Möllenberg

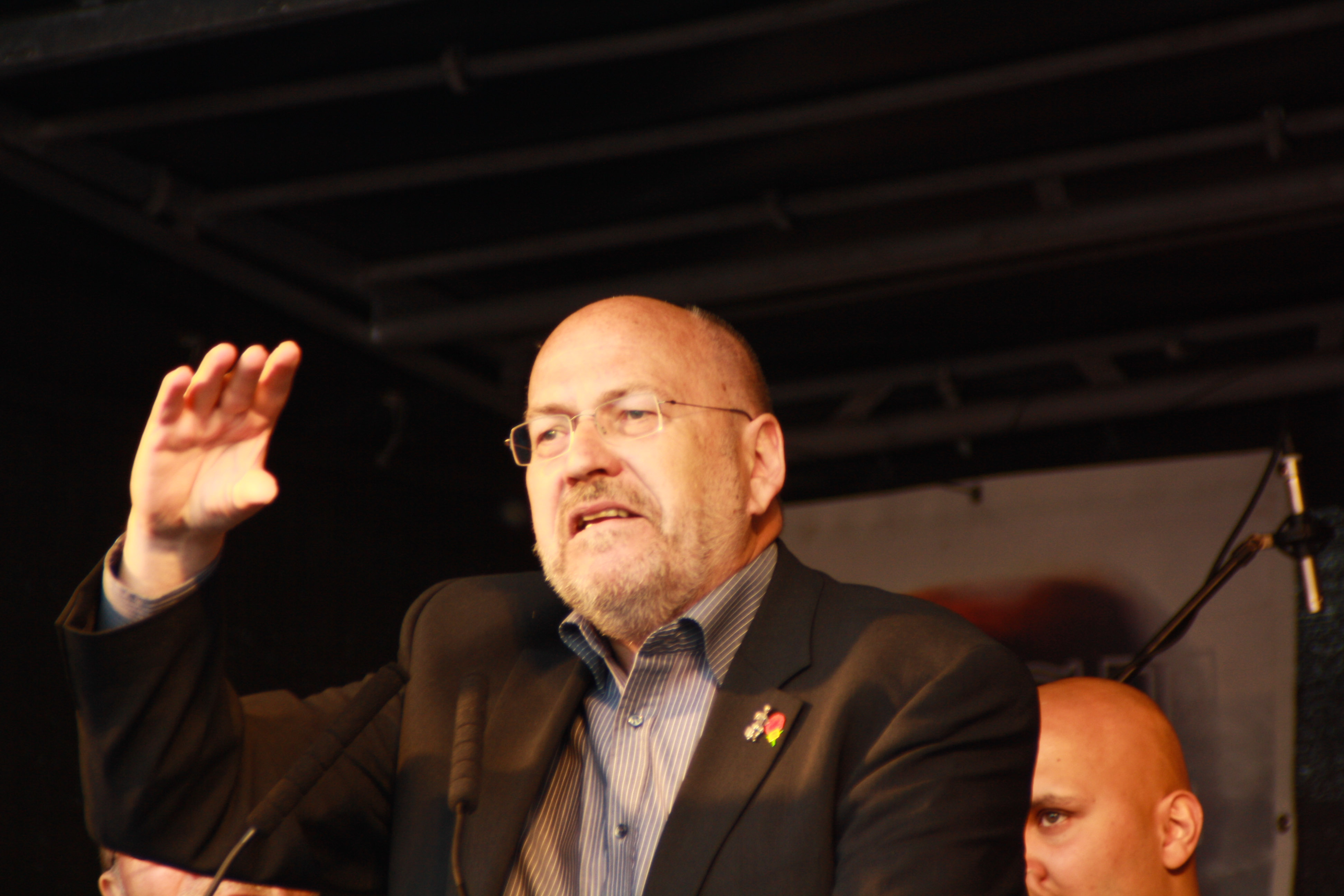
Franz-Josef Möllenberg

Franz-Josef Möllenberg (* 18. Mai 1953 in Hagen) ist ein deutscher Gewerkschafter.
Möllenberg ist seit 1975 bei der Gewerkschaft Nahrung-Genuss-Gaststätten (NGG) beschäftigt. Der ausgebildete Bankkaufmann begann seine hauptamtliche Gewerkschaftslaufbahn im Jahr 1975 als Sekretär und ab 1978 als Geschäftsführer in der Verwaltungsstelle Hagen/Westfalen. Im September 1990 wurde er zum Hauptkassierer in den geschäftsführenden Hauptvorstand gewählt. Ab dem Außerordentlichen Gewerkschaftstag 1992 in Düsseldorf war Franz-Josef Möllenberg Vorsitzender der NGG. Auf dem Gewerkschaftstag 2013 verzichtete er auf eine erneute Kandidatur.
Überdies war er von 1993 bis 2013 Vizepräsident der International Union of Food, Agricultural, Hotel, Restaurant, Catering, Tobacco and Allied Workers' Associations (IUF). Der IUF gehören mehr als 334 Gewerkschaften mit rund 3,5 Millionen Mitgliedern aus 120 Ländern an. Vizepräsident ist Möllenberg auch bei der EFFAT (European Federation of Food, Agriculture and Tourism Trade Unions).